# Pielisensuu
Pielisensuu est une ancienne municipalité du Carélie du Nord, en Finlande,.

## Histoire
Le 1er janvier 1954, Pielisensuu est rattachée à Joensuu. 
Au 1er janvier 1953, la superficie de Pielisensuu était de 69,6 km2.
Et au 31 décembre 1953 elle comptait 12 442 habitants.
Par cette fusion avec Pielisensuu, Joensuu a gagné, entre-autres, les quartiers de Hukanhauta, Karsikko, Mutala et Noljakka.